# Jan Smuts
Jan Christiaan Smuts (Bovenplaats, 24 maggio 1870 – Centurion, 11 settembre 1950) è stato un filosofo, militare e politico sudafricano, in due occasioni Primo ministro dell'Unione Sudafricana dal 1919 al 1924 e dal 1939 al 1948.
Consigliere giuridico del presidente del Transvaal, Paul Kruger, divenne, ancora giovanissimo, personaggio di rilievo internazionale nel corso della seconda guerra boera, svolgendo importanti incarichi politico-diplomatici, promuovendo la resistenza boera e guidando alcuni commando in attività di guerriglia. Nella seconda parte della guerra si dimostrò uno dei più abili comandanti boeri e organizzò audaci incursioni all'interno della colonia del Capo, che misero in forte difficoltà i britannici.
Ha riacquistato notorietà grazie alla diffusione del concetto di olismo, riemerso nella conferenza di Rio sull'ambiente del 1992, che egli definì nel suo libro Holism and Evolution (Olismo ed evoluzione) del 1926.
A livello internazionale, fu uno dei principali contributori all'istituzione della Società delle Nazioni. In seguito sollecitò la formazione di un nuovo organismo internazionale per la pace: l'Organizzazione delle Nazioni Unite. Egli scrisse la prima versione della premessa allo Statuto delle Nazioni Unite.

## Biografia

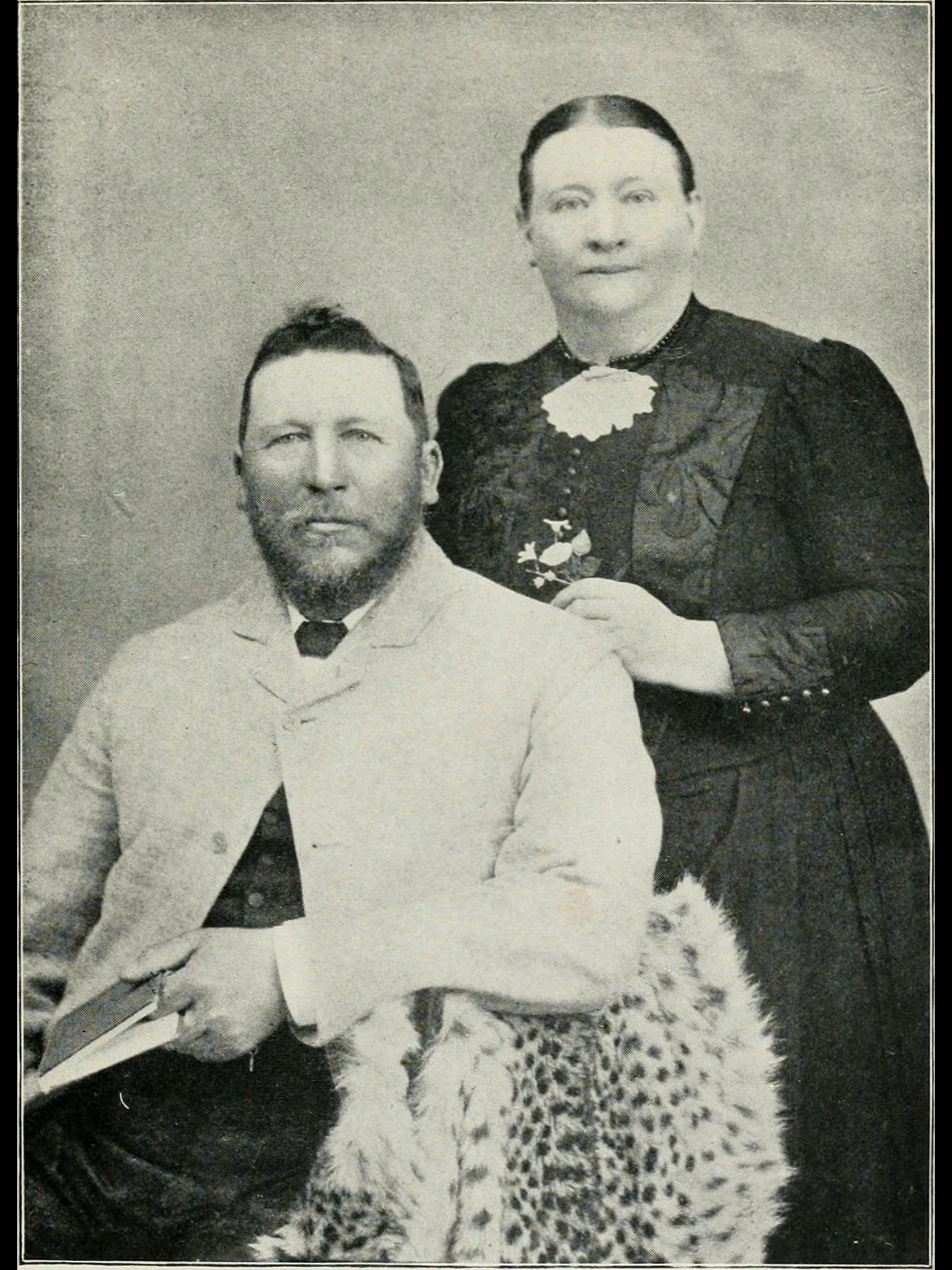
Jacobus e Catharina Smuts, 1893

Smuts nacque il 24 maggio 1870, nella fattoria di famiglia, Bovenplaats, vicino a Malmesbury, nella Colonia del Capo. I suoi genitori, Jacobus Smuts e sua moglie Catharina, erano ricchi, tradizionali agricoltori afrikaner, affermati e molto rispettati.
Essendo il secondogenito della famiglia, le usanze rurali imponevano a Jan di continuare a lavorare nella fattoria. In questo sistema, in genere solo il primo figlio veniva sostenuto per un'istruzione completa e formale. Nel 1882, quando Jan aveva dodici anni, suo fratello maggiore morì e Jan venne mandato a scuola al suo posto. Jan frequentò la scuola nella vicina Riebeek-Wes. Fece ottimi progressi nonostante il suo inizio in ritardo e raggiunse i suoi contemporanei in quattro anni. Venne ammesso al Victoria College, a Stellenbosch, nel 1886, all'età di sedici anni.
A Stellenbosch, imparò l'alto olandese, il tedesco ed il greco antico, e s'immerse nella letteratura, nei classici e negli studi biblici. La sua educazione profondamente tradizionale e la sua visione seria lo portarono all'isolamento sociale dai suoi coetanei. Fece eccezionali progressi accademici, laureandosi nel 1891 con doppia lode di prima classe in Letteratura e Scienze. Durante i suoi ultimi anni a Stellenbosch, Smuts iniziò a liberarsi di parte della sua timidezza e riservatezza. In questo periodo conobbe Isie Krige, che in seguito sposò.
Dopo essersi laureato al Victoria College, Smuts ottenne la borsa di studio Ebden per studi all'estero. Decise di frequentare l'Università di Cambridge nel Regno Unito per studiare legge al Christ's College. Smuts ebbe difficoltà a stabilirsi a Cambridge. Sentiva nostalgia di casa ed era isolato dalla sua età e dalla diversa educazione rispetto agli studenti universitari inglesi. Anche le preoccupazioni per il denaro contribuirono alla sua infelicità, poiché la sua borsa di studio era insufficiente per coprire le spese universitarie. Confidò queste preoccupazioni al professor J. I. Marais, un amico del Victoria College. In risposta, il professor Marais allegò un assegno di una somma considerevole, a titolo di prestito, incoraggiando Smuts a fargli sapere se si fosse mai trovato nuovamente nel bisogno. Grazie a Marais, la posizione finanziaria di Smuts era sicura. Gradualmente iniziò ad entrare maggiormente negli aspetti sociali dell'università, sebbene mantenne una dedizione risoluta ai suoi studi.
Durante questo periodo a Cambridge, Smuts studiò un numero diversificato di materie oltre alla legge. Scrisse un libro, Walt Whitman: A Study in the Evolution of Personality. Non venne pubblicato fino al 1973, dopo la sua morte, ma si può vedere che Smuts in questo libro aveva già concettualizzato il suo pensiero per la sua successiva filosofia di ampio respiro dell'olismo.
Smuts si laureò nel 1894 con una doppia prima. Nel corso dei due anni precedenti, aveva ricevuto numerosi premi e riconoscimenti accademici, tra cui l'ambito premio George Long in diritto romano e giurisprudenza. Uno dei suoi tutori, il professor Maitland, figura di spicco tra gli storici del diritto inglese, descrisse Smuts come lo studente più brillante che avesse mai incontrato. Lord Todd, il rettore del Christ's College, disse nel 1970 che "in 500 anni di storia del College, di tutti i suoi membri, passati e presenti, tre erano stati veramente eccezionali: John Milton, Charles Darwin e Jan Smuts."
Nel dicembre 1894, Smuts superò gli esami per le Inns of Court, entrando nel Middle Temple. Il suo vecchio college di Cambridge, il Christ's College, gli offrì una borsa di studio in giurisprudenza. Smuts voltò le spalle a un futuro legale potenzialmente illustre. Nel giugno 1895, era tornato alla Colonia del Capo, determinato a costruirvi il suo futuro.

## Carriera

### La legge e la politica

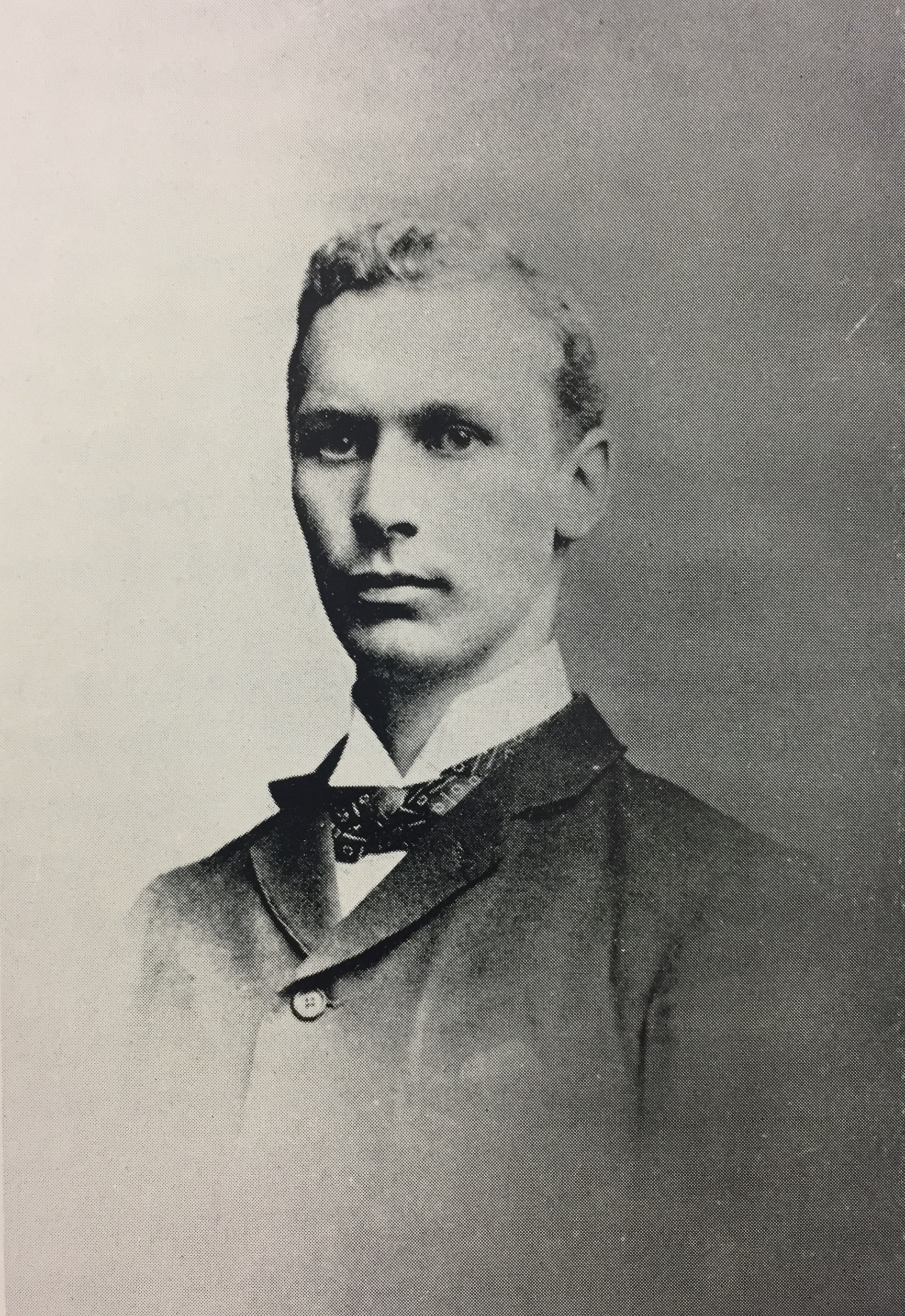
Jan Smuts, da giovane procuratore generale dello stato nel 1895

Smuts iniziò a esercitare la professione legale a Città del Capo, ma la sua personalità ruvida gli fece pochi amici. Trovando scarso successo finanziario nella legge, iniziò a dedicare sempre più tempo alla politica e al giornalismo, scrivendo per il Cape Times. Smuts era incuriosito dalla prospettiva di un Sudafrica unito e si unì all'Afrikaner Bond. Per fortuna, il padre di Smuts conosceva il leader del gruppo, Jan Hofmeyr. Hofmeyr a sua volta raccomandò Jan a Cecil Rhodes, che possedeva la compagnia mineraria De Beers. Nel 1895 Smuts divenne un difensore e un sostenitore di Rhodes.
Quando Rhodes lanciò la spedizione di Jameson, nell'estate del 1895-96, Smuts era indignato. Sentendosi tradito dal suo datore di lavoro, amico e alleato politico, si dimise da De Beers e lasciò la vita politica. Invece divenne procuratore di stato nella capitale del Sudafrica, Pretoria.
Dopo la spedizione di Jameson, le relazioni tra inglesi e afrikaner si erano costantemente deteriorate. Nel 1898 la guerra sembrava imminente. Il presidente dello Stato Libero dell'Orange Martinus Steyn convocò una conferenza di pace a Bloemfontein per risolvere le lamentele di entrambe le parti. Con una profonda conoscenza degli inglesi, Smuts prese il controllo della delegazione del Transvaal. Sir Alfred Milner, capo della delegazione britannica, si oppose al suo dominio e il conflitto tra i due portò al fallimento della conferenza, consegnando il Sudafrica alla guerra.

### La psicologia
Smuts è stato il primo sudafricano ad essere considerato a livello internazionale un importante psicologo. Durante gli anni universitari di Smuts all'Università di Cambridge, produsse un manoscritto nel 1895 in cui analizzava la personalità del famoso poeta americano Walt Whitman. Poiché il suo manoscritto era considerato impraticabile, venne pubblicato solo 23 anni dopo la morte nel 1973. Smuts continuò a produrre il suo manoscritto successivo, che completò nel 1910, intitolato An Inquiry into the Whole. Il suo manoscritto venne poi rivisto nel 1924 e pubblicato nel 1926 con il titolo Holism and evolution.
Smuts non aveva alcun interesse a perseguire una carriera in psicologia. Considerava la psicologia "troppo impersonale per studiare grandi personalità", e credeva che la tendenza olistica della personalità sarebbe stata studiata meglio attraverso la personologia. Smuts, tuttavia, non approfondì mai l'idea di personologia perché voleva continuare a gettare le basi del concetto di olismo. Non tornò mai su nessuno degli argomenti.

#### L'olismo
Sebbene il concetto di olismo sia stato discusso da molti, il termine olismo nella terminologia accademica è stato introdotto per la prima volta e condiviso pubblicamente sulla stampa da Smuts all'inizio del XX secolo. Smuts venne premiato per il suo contributo ottenendo l'onore di scrivere la prima voce sul concetto per l'edizione dell'Encyclopaedia Britannica del 1929. Anche il medico austriaco, fondatore della scuola di Psicologia Individuale e psicoterapeuta Alfred Adler (1870-1937) mostrò un grande interesse per il libro di Smuts. Adler chiese a Smuts il permesso di far tradurre il libro in tedesco e pubblicarlo in Germania.
Sebbene il concetto di olismo di Smuts sia radicato nelle scienze naturali, egli affermò che ha una rilevanza in filosofia, etica, sociologia e psicologia. In Holism and evolution, sostenne che il concetto di olismo è "radicato nell'evoluzione ed è anche un ideale che guida lo sviluppo umano e il proprio livello di attualizzazione della personalità". Smuts affermò nel libro che "la personalità è la più alta forma di olismo" (p. 292).

#### Il riconoscimento di Adler
Adler in seguito scrisse una lettera, datata 31 gennaio 1931, in cui affermava di raccomandare il libro di Smuts ai suoi studenti e seguaci. Lo definì "la migliore preparazione per la scienza della psicologia individuale". Dopo che Smuts diede il permesso per la traduzione e la pubblicazione del suo libro in Germania, esso venne tradotto da H. Minkowski e infine pubblicato nel 1938. Durante la seconda guerra mondiale, i libri vennero distrutti dopo che il governo nazista li aveva tolti dalla circolazione. Adler e Smuts, tuttavia, continuarono la loro corrispondenza. In una delle lettere di Adler datata 14 giugno 1931, invitava Smuts a essere uno dei tre giudici del miglior libro sulla storia della totalità con riferimento alla psicologia individuale.

### La guerra boera

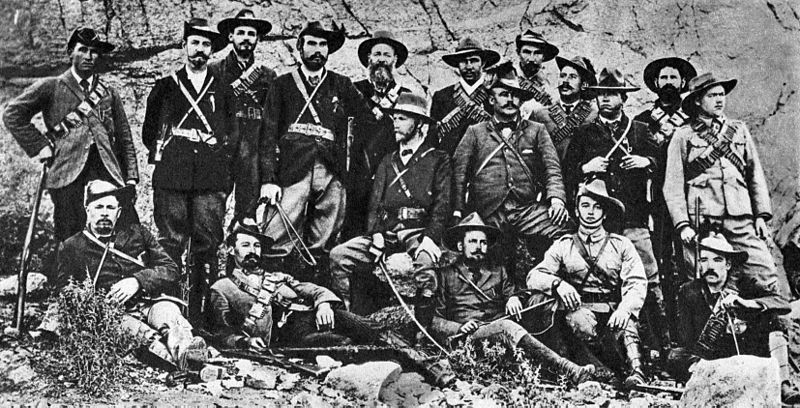
Jan Smuts e i guerriglieri boeri durante la seconda guerra boera, c. 1901

L'11 ottobre 1899 le Repubbliche boere dichiararono guerra e lanciarono un'offensiva nelle aree del Natal e della Colonia del Capo controllate dai britannici, dando inizio alla seconda guerra boera. Nelle prime fasi del conflitto, Smuts servì come occhi e orecchie di Paul Kruger a Pretoria, gestendo la propaganda, la logistica, la comunicazione con generali e diplomatici e qualsiasi altra cosa fosse richiesta. Nella seconda fase della guerra, dalla metà del 1900, Smuts prestò servizio sotto Koos de la Rey, che comandava 500 commando nel Transvaal occidentale. Smuts eccelleva nella guerra mordi e fuggi, e l'unità evitò e infastidì un'armata britannica quaranta volte più grande. Il presidente Paul Kruger e la delegazione in Europa pensavano che ci fossero buone speranze per la loro causa nella Colonia del Capo. Decisero di inviare lì il generale de la Rey per assumere il comando supremo, ma poi decisero di agire con maggiore cautela quando si resero conto che il generale de la Rey difficilmente poteva essere risparmiato nel Transvaal occidentale. Di conseguenza, Smuts rimase con una piccola forza di 300 uomini, mentre altri 100 uomini lo seguirono. Nel gennaio 1902 la politica della terra bruciata britannica lasciò pochi pascoli. Un centinaio di cavalieri che si erano uniti a Smuts erano quindi troppo deboli per continuare e così Smuts dovette lasciare questi uomini con il generale Kritzinger. L'intelligence indicò che a quel tempo Smuts aveva circa 3.000 uomini.
Per porre fine al conflitto, Smuts cercò di prendere un obiettivo importante, la città mineraria di rame di Okiep nell'attuale provincia del Capo settentrionale (aprile-maggio 1902). Con un assalto completo impossibile, Smuts caricò un treno pieno di esplosivo e cercò di spingerlo a valle, nella città, per mettere in ginocchio la guarnigione nemica. Anche se questo fallì, Smuts aveva dimostrato il suo punto: che non si sarebbe fermato davanti a nulla per sconfiggere i suoi nemici. Norman Kemp Smith scrisse che il generale Smuts aveva letto Critica della ragion pura d'Immanuel Kant la sera prima dell'incursione. Smith sosteneva che questo mostrava come la critica di Kant potesse essere un conforto e un rifugio, oltre che un mezzo per affinare l'ingegno. In combinazione con il fallimento britannico nel pacificare il Transvaal, il successo di Smuts lasciò il Regno Unito senza altra scelta che offrire un cessate il fuoco e una conferenza di pace, che si sarebbe tenuta a Vereeniging.
Prima della conferenza, Smuts incontrò Lord Kitchener alla stazione di Kroonstad, dove discussero i termini proposti per la resa. Smuts assunse poi un ruolo di primo piano nei negoziati tra i rappresentanti di tutti i commando dello Stato Libero dell'Orange e del Sudafrica (15-31 maggio 1902). Pur ammettendo che, da un punto di vista puramente militare, la guerra avrebbe potuto continuare, sottolineò l'importanza di non sacrificare il popolo afrikaner per quell'indipendenza. Era molto consapevole che "più di 20.000 donne e bambini sono già morti nei campi di concentramento del nemico". Sentiva che sarebbe stato un crimine continuare la guerra senza la certezza di un aiuto da altrove e dichiarò: "Compagni, abbiamo deciso di resistere fino alla fine. Ammettiamo ora, come uomini, che quella fine è arrivata per noi, venire in una forma più amara di quanto avessimo mai pensato." Le sue opinioni erano rappresentative della conferenza, che allora votò con 54 voti contro 6 a favore della pace. I rappresentanti dei governi incontrarono Lord Kitchener e alle undici e cinque del 31 maggio 1902, il Presidente di Stato del Sudafrica ad interim, Schalk Willem Burger firmò il Trattato di Vereeniging, seguito dai membri del suo governo, il facente funzione Presidente di Stato dello Stato Libero dell'Orange, Christiaan De Wet, e dai membri del suo governo.

### Un Transvaal britannico

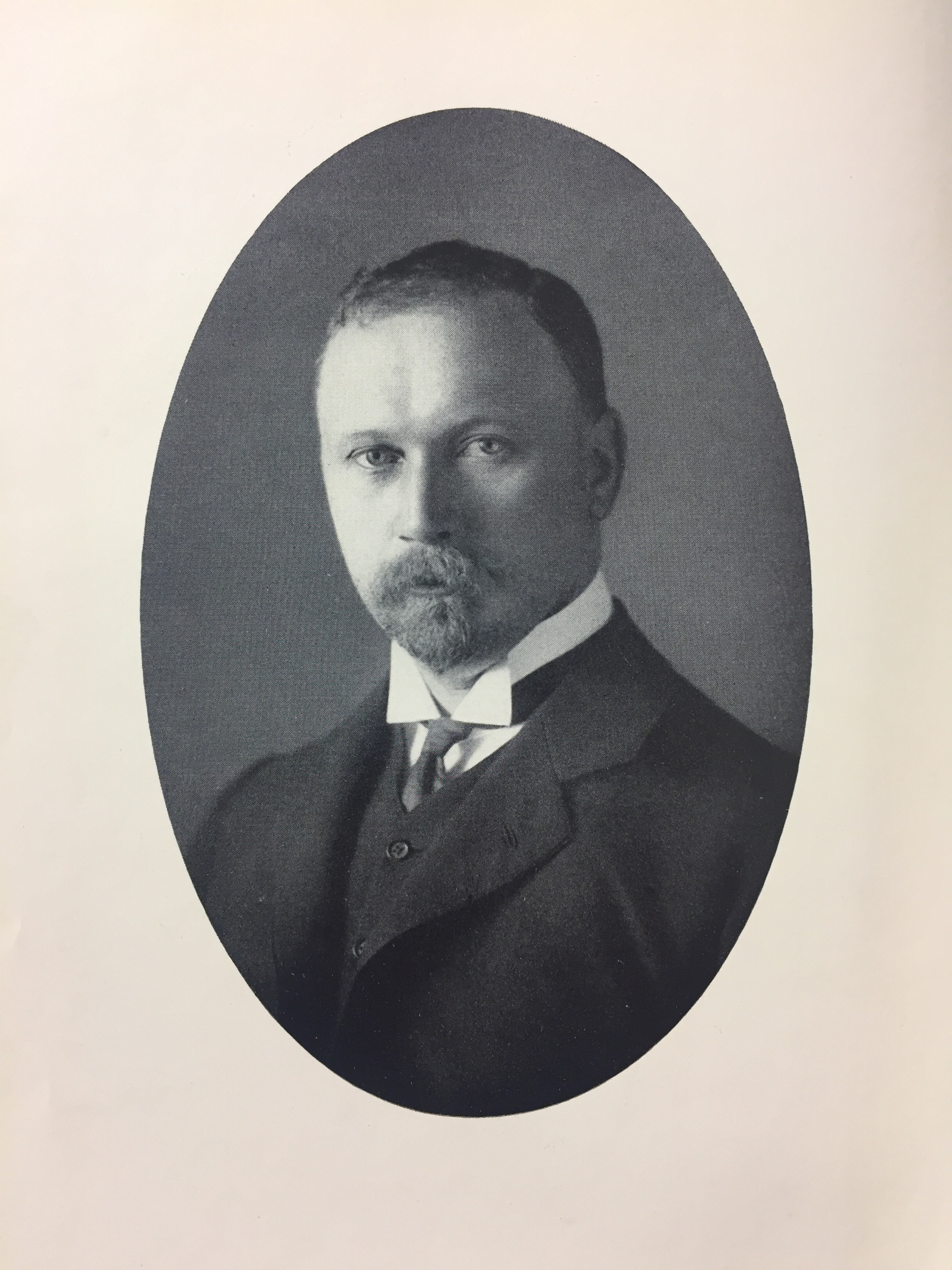
Jan Smuts intorno al 1905

Nonostante tutte le imprese di Smuts come generale e negoziatore, nulla poteva mascherare il fatto che i boeri erano stati sconfitti. Lord Milner aveva il totale controllo di tutti gli affari sudafricani e stabilì un'élite anglofona, nota come Milner's Kindergarten. In quanto afrikaner, Smuts vene escluso. Sconfitto ma non scoraggiato, nel gennaio 1905 decise di unirsi agli altri ex generali del Transvaal per formare un partito politico, Het Volk ("Il Popolo"), per combattere per la causa afrikaner. Louis Botha venne eletto leader e Smuts suo vice.
Quando il suo mandato scadde, Milner venne sostituito come Alto Commissario dal più conciliante Lord Selborne. Smuts vide un'opportunità e si avventò, esortando Botha a persuadere i liberali a sostenere la causa di Het Volk. Quando il governo conservatore sotto Arthur Balfour crollò, nel dicembre 1905, la decisione diede i suoi frutti. Smuts si unì a Botha a Londra e cercò di negoziare il totale autogoverno per il Transvaal all'interno del Sudafrica britannico. Usando la spinosa questione politica dei lavoratori dell'Asia meridionale (coolies), i sudafricani convinsero il primo ministro Sir Henry Campbell-Bannerman e, con lui, il governo ed il Parlamento.
Per tutto il 1906, Smuts lavorò alla nuova costituzione per il Transvaal e, nel dicembre 1906, si tennero le elezioni per il parlamento del Transvaal. Nonostante fosse timido e riservato, a differenza dello showman Botha, Smuts ottenne una comoda vittoria nel collegio elettorale di Wonderboom, vicino a Pretoria. La sua vittoria fu una delle tante, con l'Het Volk che ottenne una vittoria schiacciante e Botha formò il governo. Per premiare la sua lealtà e i suoi sforzi, a Smuts vennero assegnate due posizioni chiave nel governo: segretario alle Colonie e segretario all'Istruzione.
Smuts si rivelò un leader efficace, anche se impopolare. Come segretario all'Istruzione, litigò con la Chiesa riformata olandese, di cui una volta era stato un membro devoto, che richiedeva insegnamenti calvinisti nelle scuole. In qualità di segretario alle Colonie, si oppose ad un movimento per la parità di diritti per i lavoratori sudasiatici, guidato da Mohandas Karamchand Gandhi.
Durante gli anni dell'autogoverno del Transvaal, nessuno poteva evitare il dibattito politico predominante dell'epoca: l'unificazione sudafricana. Sin dalla vittoria britannica nella guerra, era inevitabile, ma spettava ai sudafricani decidere che tipo di paese si sarebbe formato e come si sarebbe formato. Smuts era favorevole a uno stato unitario, con il potere centralizzato a Pretoria, con l'inglese come unica lingua ufficiale e con un elettorato più inclusivo. Per imprimere ai suoi compatrioti la sua visione, convocò una convenzione costituzionale a Durban, nell'ottobre 1908.
Lì, Smuts si scontrò con una delegazione della Colonia del Fiume Orange dai discorsi duri, che rifiutò tutte le richieste di Smuts. Smuts aveva predetto con successo questa opposizione e le loro obiezioni e aveva adattato le proprie ambizioni in modo appropriato. Permise un compromesso sull'ubicazione della capitale, sulla lingua ufficiale e sul suffragio, ma si rifiutò di muoversi sulla struttura fondamentale del governo. Mentre la convenzione si avvicinava all'autunno, i leader dell'Orange iniziarono a considerare necessario un compromesso finale per garantire le concessioni che Smuts aveva già fatto. Accettarono la bozza di costituzione sudafricana di Smuts, che venne debitamente ratificata dalle colonie sudafricane. Smuts e Botha portarono la costituzione a Londra, dove venne approvata dal Parlamento e ricevette l'assenso reale da re Edoardo VII nel dicembre 1909.

### I vecchi boeri
Nacque l'Unione del Sudafrica e gli afrikaner detenevano la chiave del potere politico, essendo la maggioranza dell'elettorato sempre più composto da soli bianchi. Sebbene Botha fosse stato nominato primo ministro del nuovo paese, a Smuts vennero assegnati tre ministeri chiave: Interni, Miniere e Difesa. Innegabilmente, Smuts era il secondo uomo più potente del Sudafrica. Per consolidare il loro dominio sulla politica sudafricana, gli afrikaner si unirono per formare il Partito Sudafricano, un nuovo partito afrikaner pan-sudafricano.
L'armonia e la cooperazione finirono presto. Smuts venne criticato per i suoi poteri generali e il governo venne rimescolato. Smuts perse gli Interni e le Miniere, ma ottenne il controllo delle Finanze. Era ancora troppo per gli avversari di Smuts, che denunciavano il suo possesso sia della Difesa che delle Finanze, due dipartimenti che di solito erano ai ferri corti. Alla conferenza del Partito Sudafricano del 1913, i vecchi boeri (Hertzog, Steyn, De Wet), chiesero a Botha e Smuts di dimettersi. I due sopravvissero per poco a un voto di fiducia e il fastidioso triumvirato se ne andò, lasciando definitivamente il partito.
Con lo scisma nella politica interna dei partiti arrivò una nuova minaccia per le miniere che portarono la sua ricchezza al Sudafrica. Una disputa su piccola scala tra minatori si trasformò in uno sciopero in piena regola e a Johannesburg scoppiarono rivolte dopo che Smuts intervenne pesantemente. Dopo che la polizia uccise ventuno scioperanti, Smuts e Botha si diressero non accompagnati a Johannesburg per risolvere personalmente la situazione. Affrontando le minacce alla propria vita, negoziarono un cessate il fuoco. Ma il cessate il fuoco non tenne e nel 1914 uno sciopero ferroviario si trasformò in uno sciopero generale. Le minacce di una rivoluzione indussero Smuts a dichiarare la legge marziale. Egli agì in modo spietato, deportando i leader sindacali senza processo e usando il Parlamento per assolvere lui e il governo da ogni colpa retroattivamente. Questo era troppo per i vecchi boeri, che crearono il loro Partito Nazionale per combattere l'onnipotente collaborazione Botha-Smuts.

### La prima guerra mondiale

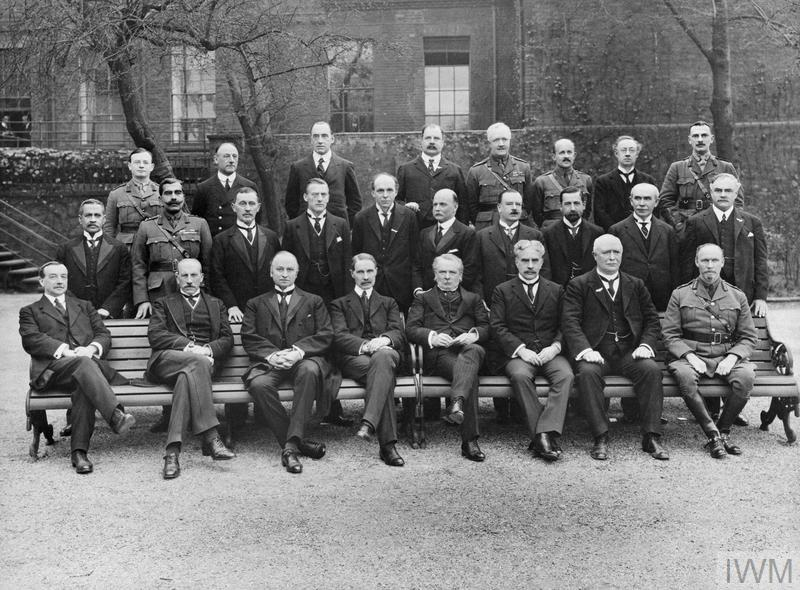
Il governo di guerra imperiale (1917) Jan Smuts è seduto sulla destra

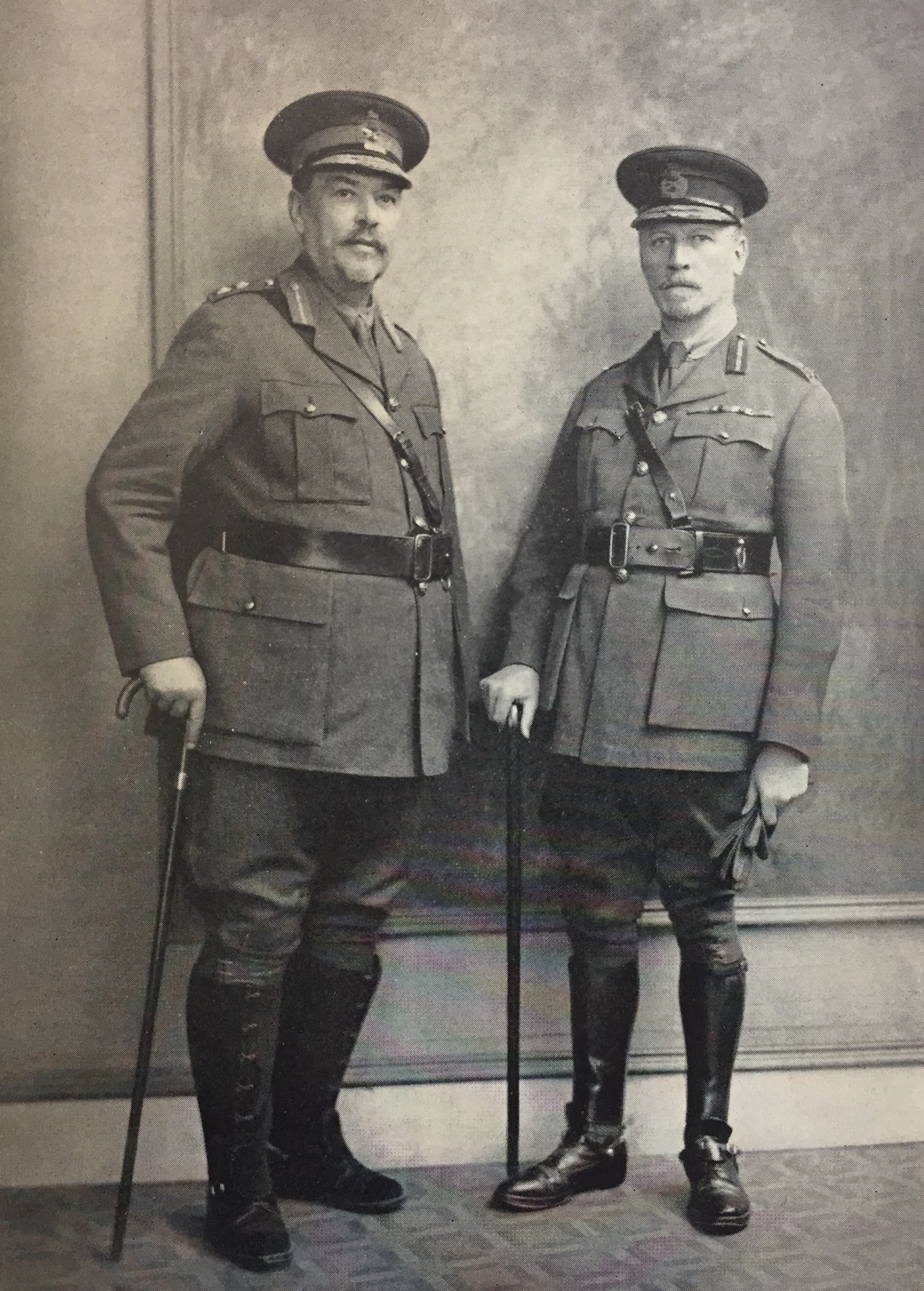
I generali Botha e Smuts a Versailles, luglio 1919

Durante la prima guerra mondiale, Smuts formò la Union Defence Force. Il suo primo compito fu sopprimere la ribellione dei Maritz, che venne portata a termine nel novembre 1914. Successivamente lui e Louis Botha guidarono l'esercito sudafricano nell'Africa Tedesca del Sud-Ovest e la conquistarono (vedi la campagna dell'Africa Tedesca del Sud-Ovest per i dettagli). Nel 1916 il generale Smuts venne incaricato della conquista dell'Africa Orientale Tedesca. Il col. (poi bgd. gen.) J.H.V. Crowe comandò l'artiglieria in Africa orientale sotto il generale Smuts e pubblicò un resoconto della campagna, General Smuts' Campaign in East Africa nel 1918. Smuts venne promosso tenente generale temporaneo il 18 febbraio 1916, e tenente generale onorario per il servizio distinto sul campo il 1º gennaio 1917.
L'ufficiale capo dell'intelligence di Smuts, il colonnello Richard Meinertzhagen, scrisse in modo molto critico sulla sua condotta della campagna. Credeva che Horace Smith-Dorrien (che aveva salvato l'esercito britannico durante la ritirata da Mons ed era la scelta originale come comandante nel 1916) avrebbe rapidamente sconfitto i tedeschi. In particolare, Meinertzhagen pensava che gli attacchi frontali sarebbero stati decisivi e meno costosi dei movimenti di fiancheggiamento preferiti da Smuts, che richiedevano più tempo, tanto che migliaia di truppe imperiali morirono di malattia sul campo. Scrisse: "Smuts è costato alla Gran Bretagna molte centinaia di vite e molti milioni di sterline con la sua cautela. [...] Smuts non era un soldato astuto; un brillante statista e politico ma nessun soldato". Meinertzhagen scrisse questi commenti nell'ottobre/novembre 1916, nelle settimane dopo essere stato sollevato da Smuts a causa dei sintomi della depressione, e poco dopo tornò in Inghilterra per invalidità.
All'inizio del 1917, Smuts lasciò l'Africa e si recò a Londra, poiché era stato invitato a unirsi al governo di guerra imperiale e al Comitato della politica di guerra da David Lloyd George. Smuts inizialmente raccomandò nuovi attacchi sul fronte occidentale e una politica di logoramento, per timore che con l'impegno russo nella guerra vacillante, la Francia o l'Italia fossero tentate di fare una pace separata. Lloyd George voleva un comandante "del tipo audace" per il Medio Oriente in successione a Murray, ma Smuts rifiutò il comando (fine maggio) a meno che non promettesse risorse per una vittoria decisiva, e fu d'accordo con Robertson che gli impegni del fronte occidentale non giustificavano un serio tentativo di conquistare Gerusalemme. Al suo posto venne nominato Allenby. Come altri membri del governo di guerra, l'impegno di Smuts per gli sforzi del Fronte occidentale venne scosso dalla Terza Ypres.
Nel 1917, in seguito alle incursioni tedesche di Gotha e alle pressioni del visconte French, Smuts scrisse una recensione della British Air Services, che venne chiamato Rapporto Smuts. Venne aiutato in gran parte in questo dal generale Sir David Henderson che era distaccato presso di lui. Questo rapporto portò al trattamento dell'aeronautica come una forza separata, che alla fine divenne la Royal Air Force.
A metà gennaio 1918, Lloyd George accarezzava l'idea di nominare Smuts comandante in capo di tutte le forze terrestri e marittime che affrontavano l'Impero ottomano, riferendo direttamente al governo di guerra piuttosto che a Robertson. All'inizio del 1918, Smuts venne inviato in Egitto per conferire con Allenby e Marshall, e prepararsi per grandi sforzi in quel teatro. Prima della sua partenza, alienato dalle stime esagerate di Robertson dei rinforzi richiesti, sollecitò la rimozione di Robertson. Allenby disse a Smuts delle istruzioni private di Robertson (inviate a mano da Walter Kirke, nominato da Robertson come consigliere di Smuts) che non c'era alcun merito in qualsiasi ulteriore progresso. Lavorò con Smuts per elaborare piani, utilizzando tre divisioni di rinforzo dalla Mesopotamia, per raggiungere Haifa entro giugno e Damasco entro l'autunno, la velocità dell'avanzata limitata dalla necessità di posare un nuovo binario ferroviario. Questa fu la base dell'offensiva di successo di Allenby nel corso dell'anno.
Come la maggior parte dei leader politici e militari dell'Impero britannico durante la prima guerra mondiale, Smuts pensava che le forze di spedizione americane mancassero della leadership e dell'esperienza adeguate per essere efficaci rapidamente. Sostenne la politica di fusione anglo-francese nei confronti degli americani. In particolare, aveva una scarsa opinione delle capacità di leadership del generale John J. Pershing, tanto da proporre a Lloyd George di sollevare Pershing dal comando e di porre le forze statunitensi "sotto qualcuno più fiducioso, come [lui stesso]". Questo non lo rese caro agli americani una volta trapelato.

### L'uomo di Stato

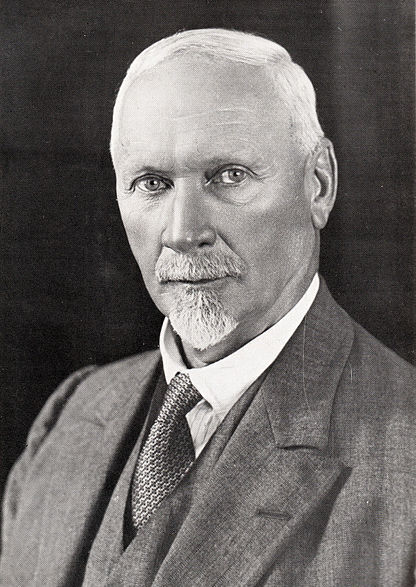
Smuts nel 1934

Smuts e Botha furono i principali negoziatori alla Conferenza di pace di Parigi. Entrambi erano favorevoli alla riconciliazione con la Germania e a riparazioni limitate. Smuts è stato un architetto chiave della Società delle Nazioni attraverso la sua corrispondenza con Woodrow Wilson, il suo lavoro con il governo di guerra imperiale durante la prima guerra mondiale e il suo libro League of Nations: A Practical Suggestion. Secondo Jacob Kripp, Smuts vedeva la Società come necessaria per unificare gli internazionalisti bianchi e pacificare una guerra razziale attraverso il governo indiretto degli europei sui non bianchi e sulla segregazione. Kripp afferma che il sistema dei mandati della Società delle Nazioni rifletteva un compromesso tra il desiderio di Smuts di annettere territori non bianchi e i principi di amministrazione fiduciaria di Woodrow Wilson.
Venne mandato a Budapest per negoziare con la Repubblica Sovietica Ungherese di Béla Kun per ritirarsi dal territorio non riconosciuto e il rifiuto del Partito Comunista Ungherese d'incontrarlo portò all'approvazione da parte della conferenza di un'invasione cecoslovacca-rumena e termini più severi nel Trattato di Trianon. Il Trattato di Versailles conferì al Sudafrica un mandato di classe C sull'Africa Tedesca del Sud-Ovest (che in seguito divenne Namibia), che venne occupata dal 1919 fino al ritiro nel 1990. Allo stesso tempo, all'Australia venne dato un mandato simile sulla Nuova Guinea tedesca, che mantenne fino al 1975. Sia Smuts che il primo ministro australiano Billy Hughes temevano la crescente potenza del Giappone nel mondo dopo la prima guerra mondiale. Quando l'ex Africa Orientale Tedesca venne divisa in tre territori con mandato (Ruanda, Burundi e Tanganica), Smutsland fu uno dei nomi proposti per quello che divenne il Tanganica. Smuts, che aveva chiesto l'espansione territoriale sudafricana fino al fiume Zambesi sin dalla fine del XIX secolo, alla fine rimase deluso dal fatto che la Società avesse assegnato all'Africa del Sud-Ovest solo uno status di mandato, dato che non vedeva l'ora d'incorporare formalmente il territorio al Sudafrica.
Smuts tornò alla politica sudafricana dopo la conferenza. Quando Botha morì nel 1919, Smuts venne eletto primo ministro, rimanendo in carica fino alla scioccante sconfitta nel 1924 per mano del Partito Nazionale. Dopo la morte dell'ex presidente americano Woodrow Wilson, Smuts avrebbe affermato che: "Non Wilson, ma l'umanità ha fallito a Parigi".
Mentre era in Gran Bretagna per una Conferenza imperiale nel giugno 1921, Smuts andò in Irlanda e incontrò Éamon de Valera per aiutare a mediare un armistizio e un accordo di pace tra i nazionalisti britannici e irlandesi in guerra. Smuts tentò di vendere l'idea che l'Irlanda ricevesse uno status di Dominion simile a quello dell'Australia e del Sudafrica.
Durante il suo primo premierato Smuts venne coinvolto in una serie di controversie. La prima fu la rivolta del Rand del marzo 1921, in cui gli aeroplani vennero usati per bombardare i minatori bianchi che stavano scioperando in opposizione alle proposte per consentire ai non bianchi di svolgere lavori più qualificati e semi-qualificati precedentemente riservati solo ai bianchi. Smuts venne accusato di schierarsi con i lord del Rand che volevano la rimozione della discriminazione razziale nella speranza che avrebbe abbassato i costi salariali. I minatori bianchi perpetrarono atti di violenza in tutto il Rand, inclusi attacchi omicidi contro non europei, in particolare contro minatori africani nei loro complessi, e ciò culminò in un assalto generale alla polizia. Smuts dichiarò la legge marziale e soppresse l'insurrezione in tre giorni – al costo di 291 morti tra polizia ed esercito e 396 civili uccisi. Venne istituita una commissione per la legge marziale che scoprì che Smuts usava forze maggiori di quelle strettamente necessarie, ma in questo modo aveva salvato vite umane.
La seconda fu il massacro di Bulhoek del 24 maggio 1921, quando a Bulhoek, nel Capo orientale, ottocento poliziotti e soldati sudafricani armati di mitragliatrici Maxim e due cannoni di artiglieria da campagna uccisero 163 persone e ferirono 129 membri di una setta religiosa indigena conosciuta come "israeliti" che erano stati armati di knobkerries, assegais e spade e che si erano rifiutati di lasciare la terra che consideravano sacra per loro. Le vittime da parte del governo a Bulhoek ammontarono a un soldato ferito e un cavallo ucciso. Ancora una volta, ci furono accuse di uso non necessario di forza schiacciante. Tuttavia, non venne nominata alcuna commissione d'inchiesta.
La terza fu la ribellione Bondelswarts, in cui Smuts sostenne le azioni dell'amministrazione sudafricana nell'attaccare i Bondelswarts nell'Africa Sud-Occidentale. L'amministrazione mandataria si mosse per reprimere quella che definirono una ribellione di 500-600 persone, di cui si diceva che 200 fossero armate (anche se solo circa 40 armi vennero catturate dopo che i Bondelswarts vennero schiacciati). Gysbert Hofmeyr, l'amministratore mandatario, organizzò 400 uomini armati e inviò aerei per bombardare i Bondelswarts. Le vittime includevano 100 morti di Bondelswart, tra cui alcune donne e bambini. La reputazione internazionale del Sudafrica venne offuscata. Ruth First, un'attivista e studiosa anti-apartheid sudafricana, descrive la sparatoria di Bondelswarts come "la Sharpeville degli anni '20".
In qualità di botanico, Smuts raccolse piante ampiamente nell'Africa meridionale. Partecipò a diverse spedizioni botaniche negli anni '20 e '30 con John Hutchinson, ex botanico responsabile della sezione africana dell'Herbarium del Royal Botanic Gardens e tassonomo di rilievo. Smuts era un appassionato alpinista e sostenitore dell'alpinismo. Una delle sue escursioni preferite era sulla Montagna della Tavola lungo un percorso ora noto come Smuts' Track. Nel febbraio 1923 svelò un memoriale ai membri del Mountain Club che erano stati uccisi durante la prima guerra mondiale.

Nel 1925, valutando il ruolo di Smuts negli affari internazionali, lo storico afroamericano e panafricanista W. E. B. Du Bois scrisse in un articolo che sarebbe stato incorporato nel testo cardine del rinascimento di Harlem, The New Negro, 
Jan Smuts è oggi, nei suoi aspetti del mondo, il più grande protagonista della razza bianca. Sta combattendo per prendere il controllo di Laurenço Marques da una nazione che riconosce, anche se non si rende conto, l'uguaglianza del black folk; sta combattendo per impedire all'India l'uguaglianza politica e sociale nell'impero; sta combattendo per assicurare la continua ed eterna subordinazione del nero al bianco in Africa; e sta combattendo per la pace e la buona volontà in un'Europa bianca che può, unendosi, presentare un fronte unito ai mondi giallo, marrone e nero. In tutto questo esprime senza mezzi termini, e tuttavia non senza finezza, ciò che un potente esercito di gente bianca crede ma non dice chiaramente a Melbourne, New Orleans, San Francisco, Hongkong, Berlino e Londra.

### La seconda guerra mondiale

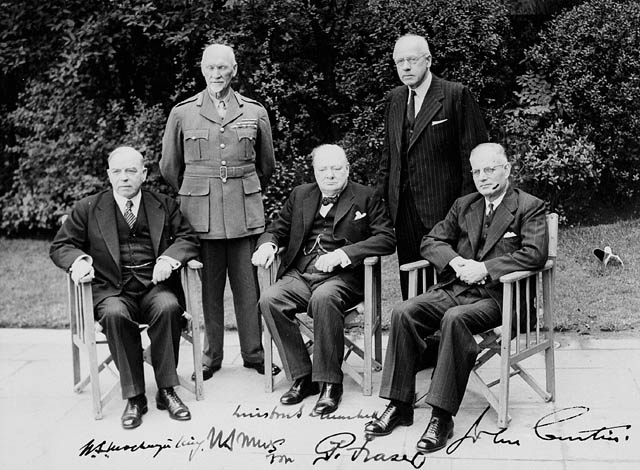
Smuts, in piedi a sinistra, alla Conferenza dei primi ministri del Commonwealth del 1944

Dopo nove anni all'opposizione e nel mondo accademico, Smuts tornò come vice primo ministro in un governo di "grande coalizione" sotto J. B. M. Hertzog. Quando Hertzog sostenne la neutralità nei confronti della Germania nazista nel 1939, la coalizione si divise e la mozione di Hertzog di rimanere fuori dalla guerra venne respinta in Parlamento con un voto di 80 contro 67. Il governatore generale Sir Patrick Duncan rifiutò la richiesta di Hertzog di sciogliere il parlamento per un'elezione generale sulla questione. Hertzog si dimise e Duncan inviò Smuts, il partner della coalizione di Hertzog, a formare un governo e diventare primo ministro per la seconda volta per guidare il paese nella seconda guerra mondiale dalla parte degli Alleati.
Il 24 maggio 1941 Smuts venne nominato feldmaresciallo dell'esercito britannico.
L'importanza di Smuts per lo sforzo bellico imperiale venne sottolineata da un piano piuttosto audace, proposto già nel 1940, per nominare Smuts come primo ministro del Regno Unito, se Churchill fosse morto o fosse diventato inabile durante la guerra. Questa idea venne avanzata da Sir John Colville, segretario privato di Churchill, alla regina Maria e poi a Giorgio VI, che entrambi si appassionarono all'idea.
Nel maggio 1945 rappresentò il Sudafrica a San Francisco alla redazione della Carta delle Nazioni Unite. Secondo lo storico Mark Mazower, Smuts "ha fatto più di chiunque altro per sostenere e aiutare a redigere l'entusiasmante preambolo delle Nazioni Unite." Smuts vedeva le Nazioni Unite come la chiave per proteggere il dominio imperiale bianco sull'Africa. Sempre nel 1945, venne citato da Halvdan Koht tra i sette candidati qualificati per il Premio Nobel per la pace. Tuttavia, egli non nominò esplicitamente nessuno di loro. La persona effettivamente nominata era Cordell Hull.

## Gli ultimi anni e la morte

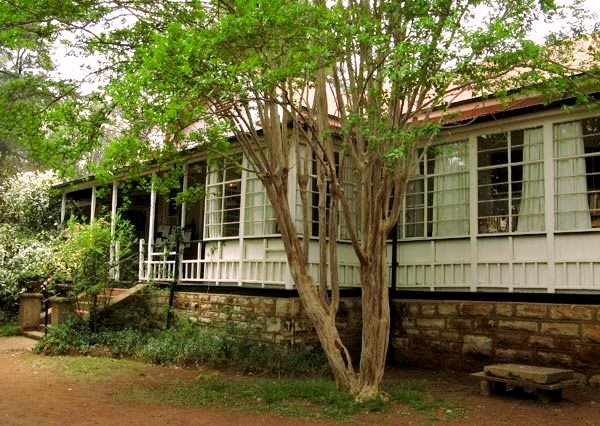
Smuts House, Irene, Pretoria

Biblioteca del Museo Jan Smuts.

In politica interna, durante il secondo mandato di Smuts come primo ministro vennero attuate una serie di riforme della sicurezza sociale. Le pensioni di vecchiaia e gli assegni di invalidità vennero estesi rispettivamente agli "indiani" e agli "africani" nel 1944 e nel 1947, sebbene vi fossero differenze nel livello delle sovvenzioni erogate in base alla razza. Il Workmen's Compensation Act del 1941 "assicurava tutti i dipendenti indipendentemente dal pagamento del prelievo da parte dei datori di lavoro e aumentava il numero di malattie coperte dalla legge" e l'Unemployment Insurance Act del 1946 introduceva l'assicurazione contro la disoccupazione su scala nazionale, sebbene con esclusioni.
Smuts continuò a rappresentare il suo paese all'estero. Fu uno dei principali ospiti del matrimonio della principessa Elisabetta e di Filippo, duca di Edimburgo del 1947. In patria, la sua preoccupazione per la guerra ebbe gravi ripercussioni politiche in Sudafrica. Il sostegno di Smuts alla guerra e il suo sostegno alla Commissione Fagan lo resero impopolare tra la comunità afrikaner e la posizione filo-apartheid di Daniel François Malan permise al Partito Nazionale Riunito la vittoria nelle elezioni generali del 1948.
Nel 1948 venne eletto Cancelliere dell'Università di Cambridge, diventando la prima persona al di fuori del Regno Unito a ricoprire tale carica. Ricoprì la carica fino alla sua morte, avvenuta due anni dopo.
Accettò la nomina a colonnello in capo del Regiment Westelike Provinsie a partire dal 17 settembre 1948.
Nel 1949 Smuts si oppose aspramente alla Dichiarazione di Londra che trasformò il Commonwealth britannico nel Commonwealth delle nazioni e rese possibile alla Repubblica (come l'India appena diventata dipendente) di rimanere suo membro. Nel contesto sudafricano, il repubblicanesimo venne principalmente identificato con il conservatorismo afrikaner e con una più stretta segregazione razziale.
Il 29 maggio 1950, una settimana dopo la celebrazione pubblica del suo ottantesimo compleanno a Johannesburg e Pretoria, Jan Smuts venne colpito da trombosi coronarica. Morì per un successivo attacco di cuore nella fattoria di famiglia di Doornkloof, Irene, vicino a Pretoria, l'11 settembre 1950.

## Le relazioni con Churchill
Nel 1899 Smuts interrogò il giovane Winston Churchill, che era stato catturato dagli afrikaner durante la guerra boera, che fu la prima volta che si incontrarono. La volta successiva fu nel 1906, mentre Smuts stava conducendo una missione sul futuro del Sudafrica a Londra prima di Churchill, poi sottosegretario di Stato per le Colonie. Il governo britannico condivideva il punto di vista comprensivo di Churchill, che portò all'autogoverno entro l'anno, seguito dallo status di dominion per l'Unione del Sudafrica nel 1910. La loro collaborazione continuò durante la prima guerra mondiale, quando Lloyd George nominò Smuts, nel 1917, nel governo di guerra in cui Churchill prestò servizio come ministro delle Munizioni. A quel punto, entrambi avevano stretto una rapida amicizia che continuò durante gli "anni del deserto" di Churchill e la seconda guerra mondiale, fino alla morte di Smuts. Lord Moran, il medico personale di Churchill, scrisse nel suo diario:
Smuts è l'unico uomo che ha qualche influenza sul primo ministro; anzi, è l'unico alleato che ho nel sollecitare consigli di buon senso al PM. Smuts vede così chiaramente che Winston è insostituibile, che potrebbe fare uno sforzo per convincerlo a essere ragionevole.
Churchill scrisse:
Smuts e io siamo come due vecchi piccioncini che fanno la muta insieme su un trespolo, ma sono ancora in grado di beccare.
 Quando, il 29 ottobre 1942, in una riunione dei capi di stato maggiore, Anthony Eden disse a Churchill che l'offensiva mediorientale di Montgomery si stava "esaurendo", Alan Brooke espresse "abbastanza chiaramente" cosa pensava della capacità di Eden di giudicare la situazione tattica a distanza (Churchill premeva sempre perché i suoi generali attaccassero senza perder tempo); in tale riunione Brooke venne supportato da Smuts. Alan Brooke disse, relativamente all'intervento di Smuts, di essere stato fortunato ad essere supportato da:
un flusso di parole dalla bocca di quel meraviglioso statista. Era come se l'olio fosse stato versato sulle acque agitate. I capricciosi divi del cinema tornarono ai loro compiti: la pace regnava nella colombaia!

## Opinioni

### La segregazione razziale
Smuts e i suoi partiti sostennero le politiche esistenti di discriminazione razziale in Sudafrica, assumendo una posizione più moderata e ambigua rispetto al rivale Partito Nazionale e in seguito approvando le proposte relativamente liberali della Commissione Fagan.
Alla Conferenza Imperiale del 1925 Smuts affermò:
Smuts fu, per la maggior parte della sua vita politica, un convinto sostenitore della segregazione delle razze, e nel 1929 giustificò la realizzazione di istituzioni separate per neri e bianchi con toni premonitori della successiva pratica di discriminazione razziale:
In generale, il punto di vista di Smuts sui neri africani era condiscendente: li vedeva come esseri umani immaturi che avevano bisogno della guida dei bianchi, un atteggiamento che rifletteva le percezioni comuni della maggior parte dei non neri nella sua vita. Dei neri africani affermò che:
Sebbene Gandhi e Smuts fossero avversari in molti modi, avevano rispetto reciproco e persino ammirazione l'uno per l'altro. Prima che Gandhi tornasse in India nel 1914, donò al generale Smuts un paio di sandali (ora conservati al Museo Nazionale di Storia Culturale Ditsong) realizzati dallo stesso Gandhi. Nel 1939 Smuts, allora primo ministro, scrisse un saggio per un'opera commemorativa compilata per il 70º compleanno di Gandhi e restituì i sandali con il seguente messaggio: "Ho indossato questi sandali per molte estati, anche se posso sentire di non essere degno di mettersi nei panni di un così grande uomo."
Smuts è spesso accusato di essere un politico che ha esaltato le virtù dell'umanitarismo e del liberalismo all'estero mentre non ha messo in pratica ciò che ha predicato in Sudafrica. Ciò venne illustrato più chiaramente quando l'India, nel 1946, presentò una denuncia formale alle Nazioni Unite riguardante la discriminazione razziale legalizzata contro gli indiani in Sudafrica. Comparso personalmente davanti all'Assemblea generale delle Nazioni Unite, Smuts difese le politiche del suo governo sostenendo con fervore che la denuncia dell'India era una questione di giurisdizione nazionale. Tuttavia, l'Assemblea Generale censurò il Sudafrica per le sue politiche razziali ed invitò il governo Smuts a conformare il suo trattamento degli Indiani sudafricani ai principi fondamentali della Carta delle Nazioni Unite.
Nella stessa conferenza, il Presidente Generale del Congresso Nazionale Africano Alfred Bitini Xuma, insieme ai delegati del Congresso Indiano Sudafricano, sollevò la questione della brutalità del regime di polizia di Smuts contro lo sciopero dei minatori africani all'inizio di quell'anno, così come la più ampia lotta per l'uguaglianza in Sudafrica.
Nel 1948 si allontanò ulteriormente dalle sue precedenti opinioni sulla segregazione quando sostenne le raccomandazioni della Commissione Fagan, secondo cui gli africani avrebbero dovuto essere riconosciuti come residenti permanenti del Sudafrica bianco e non semplicemente come lavoratori temporanei che appartenevano alle riserve. Ciò era in diretta opposizione alle politiche del Partito Nazionale, che voleva estendere la segregazione e formalizzarla in apartheid. Non ci sono, tuttavia, prove che Smuts abbia mai sostenuto l'idea di uguali diritti politici per neri e bianchi. Nonostante ciò, disse:
La Commissione Fagan non sosteneva l'istituzione di una democrazia non razziale in Sudafrica, ma piuttosto voleva liberalizzare i controlli sull'afflusso di neri nelle aree urbane al fine di facilitare la fornitura di manodopera nera africana nell'industria sudafricana. Prevedeva anche un allentamento delle leggi sui passaporti che avevano limitato il movimento dei neri in generale.
Nella valutazione del professore sudafricano di Cambridge Saul Dubow, "le visioni della libertà di Smuts sono sempre state orientate a garantire i valori della civiltà cristiana occidentale. Era coerente, anche se più flessibile della sua politica contemporanea, nella sua adesione alla supremazia bianca."

### L'olismo e la relativa opera accademica
Mentre era nel mondo accademico, Smuts aprì la strada al concetto di olismo, che definì come "[il] fattore fondamentale operativo verso la creazione di interi nell'universo" nel suo libro del 1926, Holism and Evolution. La formulazione dell'olismo di Smuts venne collegata alla sua attività politico-militare, in particolare alla sua aspirazione a creare una società di nazioni. Come disse un biografo:
Aveva molto in comune con la sua filosofia di vita come successivamente sviluppata e incarnata nel suo Holism and Evolution. Le piccole unità devono svilupparsi in interi più grandi e, a loro volta, devono nuovamente crescere in strutture sempre più grandi senza sosta. Il progresso giaceva lungo quel percorso. Così l'unificazione delle quattro province nell'Unione del Sudafrica, l'idea del Commonwealth britannico delle nazioni e, infine, il grande insieme risultante dalla combinazione dei popoli della terra in una grande società di nazioni non erano che una logica progressione coerente con i suoi principi filosofici.

### Il sionismo

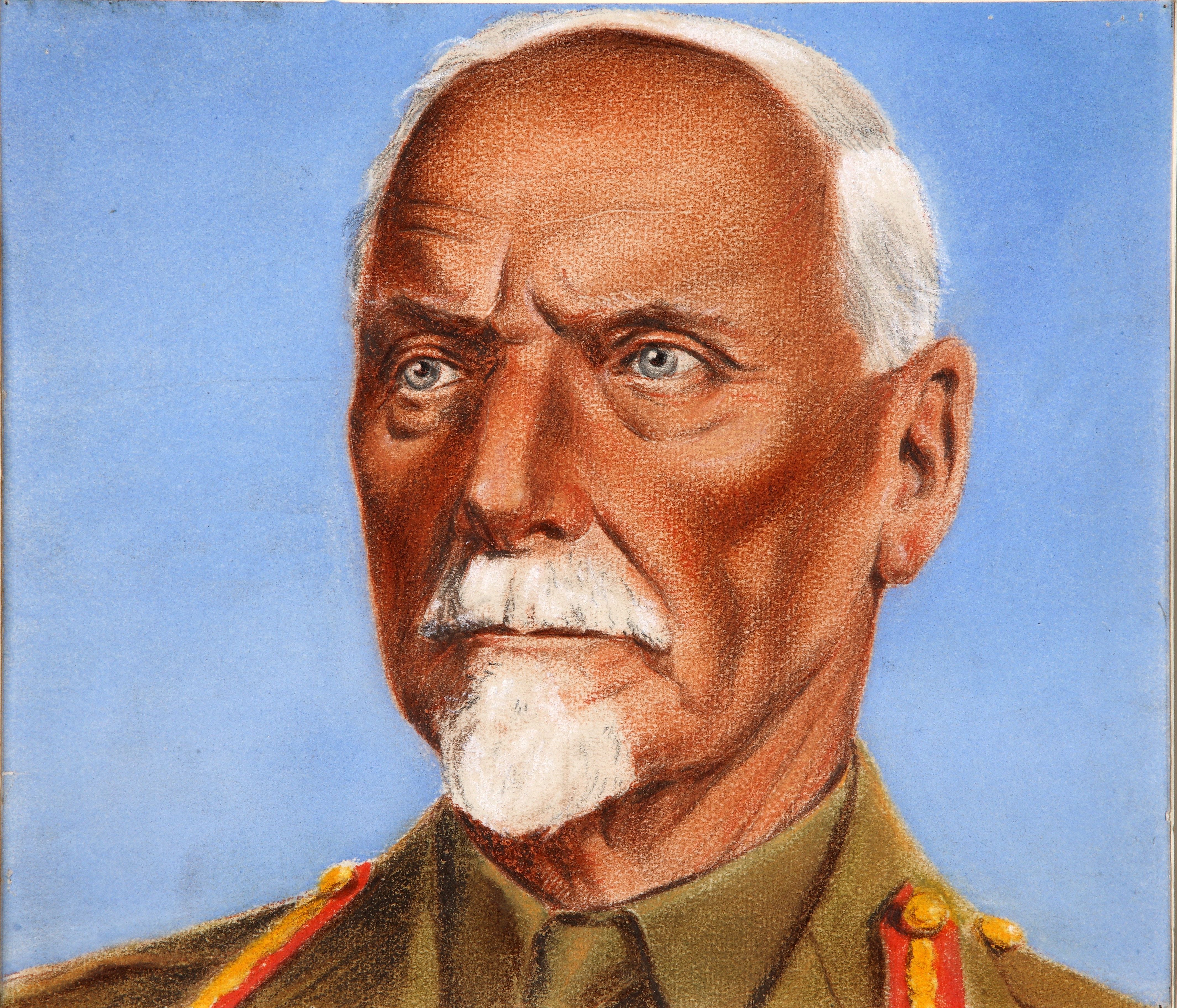
Un dipinto del 1944 di Smuts di William Timym nell'Imperial War Museum

Nel 1943 Chaim Weizmann scrisse a Smuts, descrivendo in dettaglio un piano per sviluppare le colonie africane britanniche per competere con gli Stati Uniti. Durante il suo servizio come premier, Smuts raccolse personalmente fondi per diverse organizzazioni sioniste il 24 maggio 1948. Tuttavia, Smuts era vice primo ministro quando il governo Hertzog nel 1937 approvò l'Aliens Act, che mirava a prevenire l'immigrazione ebraica in Sudafrica. L'atto venne visto come una risposta ai crescenti sentimenti antisemiti tra gli afrikaner.
Smuts fece pressioni contro il Libro bianco del 1939, e diverse strade e un kibbutz, Ramat Yohanan, in Israele prendono il nome da lui. Scrisse anche un epitaffio per Weizmann, descrivendolo come "il più grande ebreo dai tempi di Mosè." Smuts una volta disse:

## Eredità

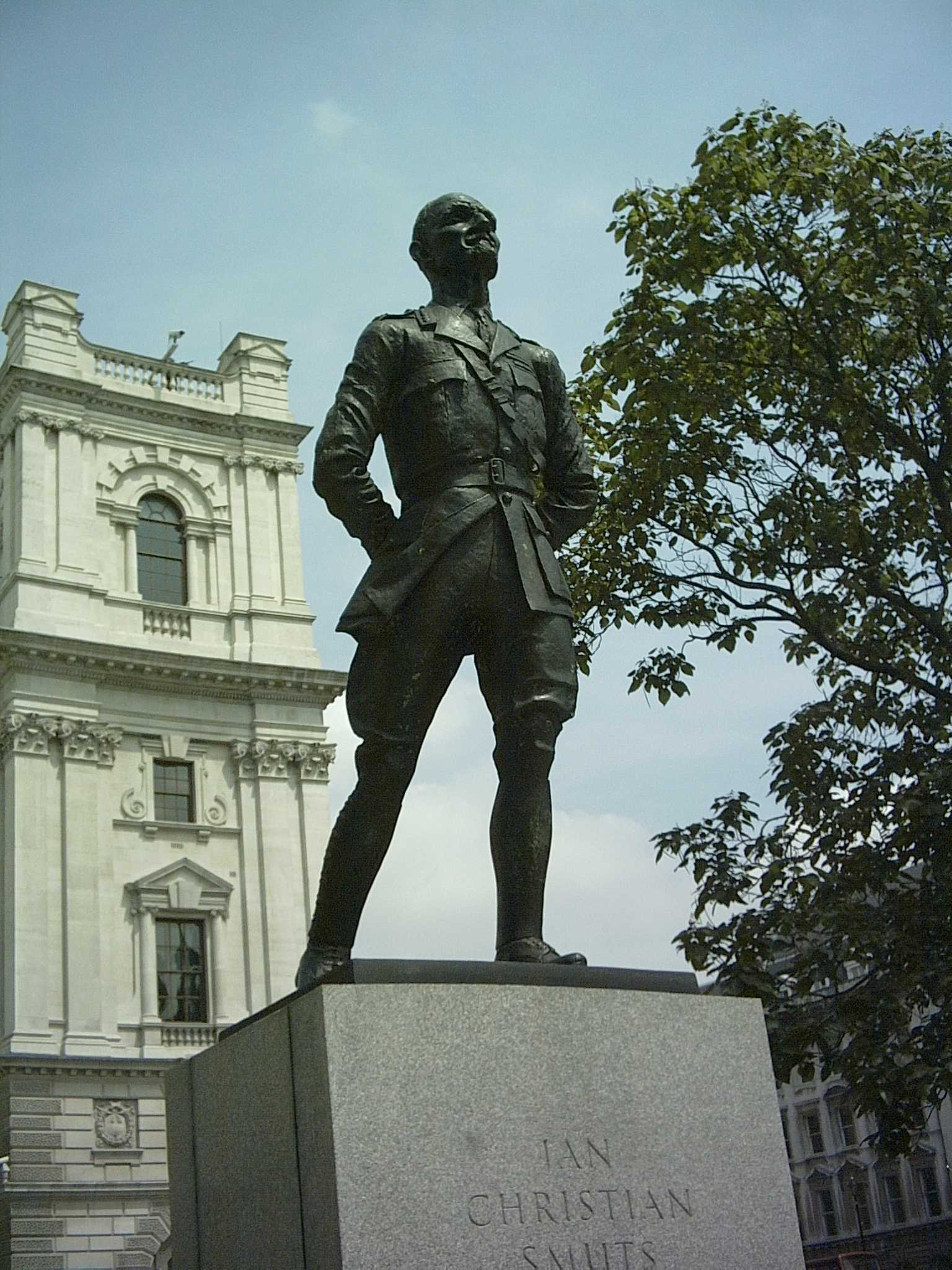
Statua in Parliament Square, Londra, di Jacob Epstein

Uno dei suoi più grandi successi internazionali fu l'istituzione della Società delle Nazioni, il cui esatto progetto e implementazione si basarono su Smuts. In seguito sollecitò la formazione di una nuova organizzazione internazionale per la pace – le Nazioni Unite. Smuts scrisse la prima bozza del preambolo alla Carta delle Nazioni Unite, e fu l'unica persona a firmare le carte sia della Società delle Nazioni che delle Nazioni Unite. Egli cercò di ridefinire il rapporto tra il Regno Unito e le sue colonie, contribuendo a stabilire il Commonwealth britannico, come era noto all'epoca. Questa si rivelò una strada a doppio senso; nel 1946 l'Assemblea Generale richiese al governo Smuts di adottare misure per portare il trattamento degli indiani in Sudafrica in linea con le disposizioni della Carta delle Nazioni Unite.
Nel 1932 il kibbutz Ramat Yohanan in Israele prese il suo nome. Smuts era un convinto sostenitore della creazione di uno Stato ebraico e si espresse contro il crescente antisemitismo degli anni '30. Una strada nel sobborgo di Gerusalemme di Colonia Tedesca e un viale a Tel Aviv sono intitolati in suo onore.
L'aeroporto internazionale che serve Johannesburg era noto come Aeroporto Jan Smuts dalla sua costruzione nel 1952 fino al 1994. Nel 1994 venne rinominato in Aeroporto Internazionale di Johannesburg per rimuovere qualsiasi connotazione politica. Nel 2006 venne rinominato di nuovo con il nome attuale, Aeroporto Internazionale O.R. Tambo, per il politico dell'ANC Oliver Tambo.
Nel 2004 Smuts venne nominato dagli elettori in un sondaggio tenuto dalla South African Broadcasting Corporation (SABC) come uno dei primi dieci sudafricani più grandi di tutti i tempi. Le posizioni finali dei primi dieci dovevano essere decise da un secondo turno di votazioni, ma il programma venne interrotto a causa di polemiche politiche e Nelson Mandela ottenne il primo posto in base al primo turno di votazioni. Al primo turno, il feldmaresciallo Smuts arrivò nono.
A lui è intitolato il Monte Smuts, una vetta delle Montagne Rocciose Canadesi.
Nell'agosto 2019, il South African Army Regiment Westelike Provinsie venne ribattezzato a Smuts come General Jan Smuts Regiment.
Lo Smuts House Museum a casa di Smuts a Irene è dedicato alla promozione della sua eredità.

### Primaria
- W.K. Hancock e J. van der Poel, Selections from the Smuts' Papers, 1886–1950, vol. 7, 1966–1973.
- J.C. Smuts, Freedom, Alexander Maclehose & Co., 1934.
- J.C. Smuts, The Folly of Neutrality – Speech by the prime Minister, Union Unity Truth Service, 1940.

### Secondaria
- Field Marshal Lord Alanbrooke, War Diaries 1939–1945, Phoenix Press, 2001, ISBN 1-84212-526-5.
- Benjamin Beit-Hallahmi, The Israeli Connection: Whom Israel Arms and Why, I.B. Tauris, 1988, ISBN 978-1850430698.
- Trewhella Cameron, Jan Smuts: An Illustrated Biography, Human & Rousseau, 1994, ISBN 978-0-798-13343-2.
- John Colville, The Fringes of Power, Weidenfeld & Nicolson, 2004, ISBN 978-0-297-84758-8.
- F.S. Crafford, Jan Smuts: A Biography, Kessinger Publishing, 1943, ISBN 1-4179-9290-5.
- Neta Crawford, Argument and Change in World Politics: Ethics, Decolonization and Humanitarian Intervention, Cambridge University, 2002, ISBN 0-521-00279-6.
- R.H.S. Crossman, A nation reborn;: A personal report on the roles played by Weizmann, Bevin and Ben-Gurion in the story of Israel, Atheneum Publishers, 1960.
- J.H.V. Crowe, General Smuts' Campaign in East Africa, Naval and Military Press, 2009, ISBN 978-1-843-42949-4.
- John Dugard, The South West Africa/Namibia Dispute: Documents and Scholarly Writings on the Controversy Between South Africa and The United Nations, University of California Press, 1973, ISBN 0-520-02614-4.
- Ruth First, South West Africa, Penguin, 1963.
- John Gooch, The Boer War: Direction, Experience and Image, Routledge, 2000, ISBN 978-0-714-65101-9.
- W.K. Hancock, Smuts: 1. The Sanguine Years, 1870—1919, Cambridge University, 1962.
- W.K. Hancock, Smuts: 2. Fields of Force, 1919–1950, Cambridge University, 1968, ISBN 978-0-521-05188-0.
- Tony Heathcote, The British Field Marshals 1736–1997, Leo Cooper, 1999, ISBN 0-85052-696-5.
- Quincy Howe, A World History of Our Own Times, Simon and Schuster, 1949.
- Jane Hunter, Israeli Foreign Policy: South Africa and Central America, Spokesman Books, 1987, ISBN 978-0-851-24485-3.
- Robert Kee, Munich, Hamish Hamilton, 1988, ISBN 978-0-241-12537-3.
- Aaron S. Klieman, Recognition of Israel: An End & a New Beginning: An End and a New Beginning, Routledge, 1991, ISBN 978-0-824-07361-9.
- J.C. Smuts, Jan Christian Smuts by his son, Cassell, 1952, ISBN 978-1-920-09129-3.
- S.B. Spies e G. Natrass, Jan Smuts: Memoirs of the Boer War, Jonathan Ball, Johannesburg, 1994, ISBN 978-1-868-42017-9.
- David R. Woodward, Field Marshal Sir William Robertson, Praeger, 1998, ISBN 0-275-95422-6.